# Alcatel-Lucent Enterprise
A Alcatel-Lucent Enterprise, é uma empresa multinacional de tecnologia com sede em Colombes ( Paris ), França. A empresa desenvolve e comercializa telecomunicações, redes e serviços implantados localmente, na nuvem ou de forma híbridos. Jack Chen atua como CEO desde abril de 2016.

## História

### Origens
Em 1 de Outubro de 2014, a divisão Alcatel-Lucent Enterprise desmembrou-se da empresa controladora Alcatel-Lucent e tornou-se uma empresa de capital fechado. O Investidor China Huaxin Post and Telecommunication Economy Development Center (mais tarde renomeado China Huaxin Post and Telecom Technologies), adquiriu 85% de suas ações por 202   milhões de euros (US$ 254 milhões) e a Alcatel-Lucent manteve 15% das ações.
Em 2019, a Alcatel-Lucent Enterprise comemorou 100 anos. As raízes da empresa começam em 1919, quando o inventor Aaron Weil criou o téléphone privé, ou telefone particular.

## Assuntos Corporativos

### Marca
A Alcatel-Lucent Enterprise continua usando a marca Alcatel-Lucent, agora licenciada pela Nokia, que comprou a Alcatel-Lucent em 2015.

### Cultura corporativa
A empresa participa da maior iniciativa corporativa de sustentabilidade do mundo, o Global Compact e está vinculada a práticas comerciais responsáveis. Está comprometida com a conformidade e operações consistentes dentro dos princípios da lei, além de aderir aos mais rígidos padrões de proteção ambiental global  . As ações documentadas de responsabilidade social corporativa global  incluem:
- Mercy Ships , que fornece soluções de comunicação e redes para apoiar seu trabalho humanitário, ajudando necessitados a tarem acesso aos cuidados médicos que salvam vidas.
- Qhubeka para ajudar crianças sul-africanas a irem à escola com bicicleta.

### Código de conduta
O código de conduta da Alcatel-Lucent Enterprise ressalta 12 pontos de responsabilidade, incluindo ética, integridade e conformidade  . Os funcionários e líderes da ALE seguem essas normas.

### Locais
A sede da Alcatel-Lucent Enterprise fica em Colombes, França, nos arredores de Paris. Além disso, a ALE possui funcionários e escritórios em mais de 46 países  . 